# Dorfkirche Krugau

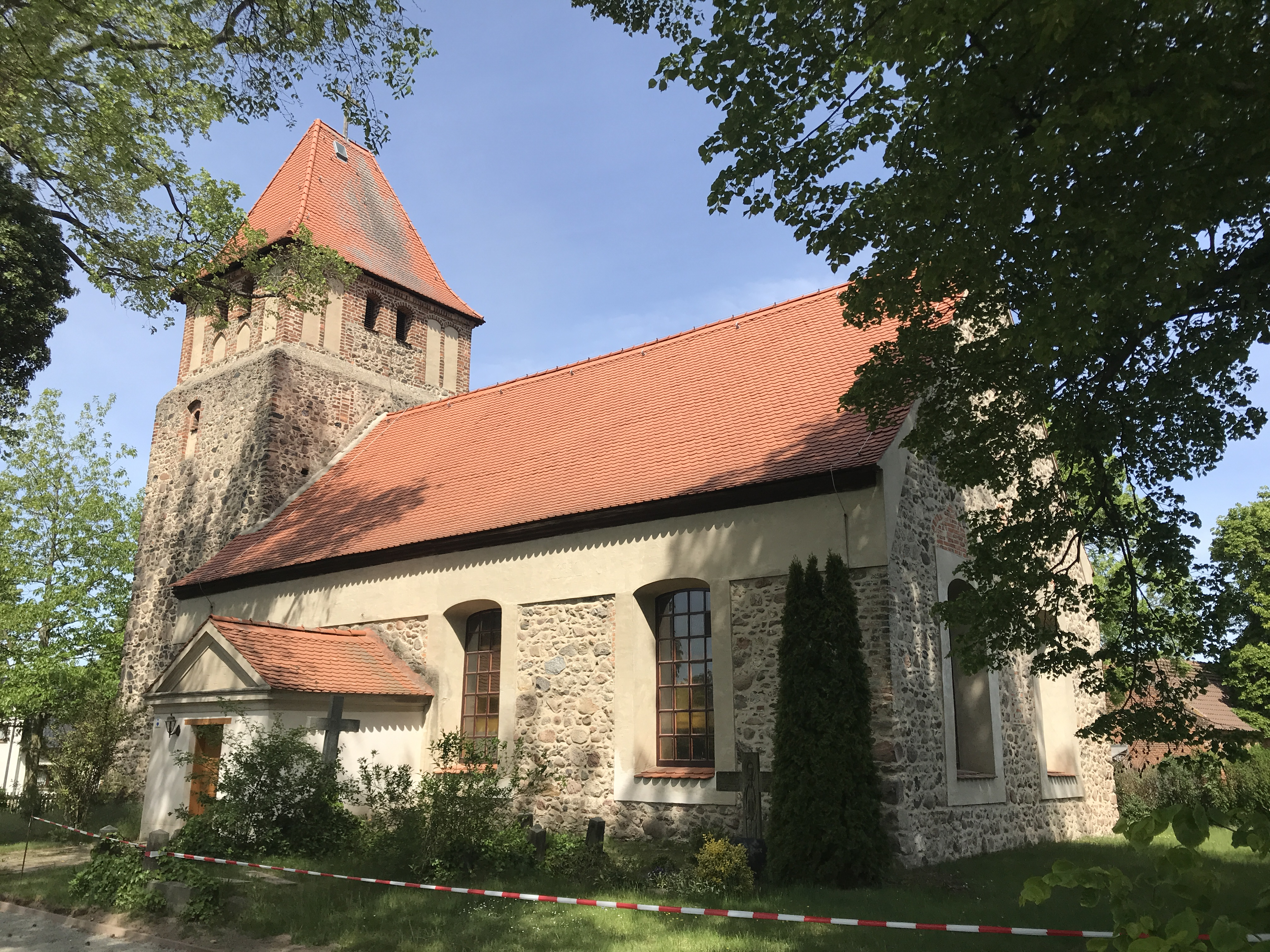
Dorfkirche Krugau

Die evangelische Dorfkirche Krugau ist eine Feldsteinkirche aus dem 15. Jahrhundert
in Krugau, einem Ortsteil der Gemeinde Märkische Heide im Landkreis Dahme-Spreewald im Land Brandenburg. Die Kirchengemeinde gehört zum Kirchenkreis Niederlausitz der Evangelischen Kirche Berlin-Brandenburg-schlesische Oberlausitz.

## Lage
Die Landstraße 443 führt als Krugauer Dorfstraße von Norden kommend in südlicher Richtung durch den Ort. Im historischen Dorfkern zweigt sie ebenfalls als Krugauer Dorfstraße in östlicher Richtung ab. Die Kirche steht nordöstlich dieser Kreuzung auf einem Grundstück mit einem Kirchfriedhof, der mit einem Zaun eingefriedet ist.

## Geschichte
Der Sakralbau entstand im 15. Jahrhundert. Im Jahr 1821 wurden die Fenster des Kirchenschiffs korbbogenförmig erweitert; der Turm erhielt ein Walmdach. Im Jahr 1837 kam an der südlichen Langwand des Schiffs eine Vorhalle hinzu. In den Jahren 1989 bis 1992 erfolgte eine Restaurierung.

## Baubeschreibung

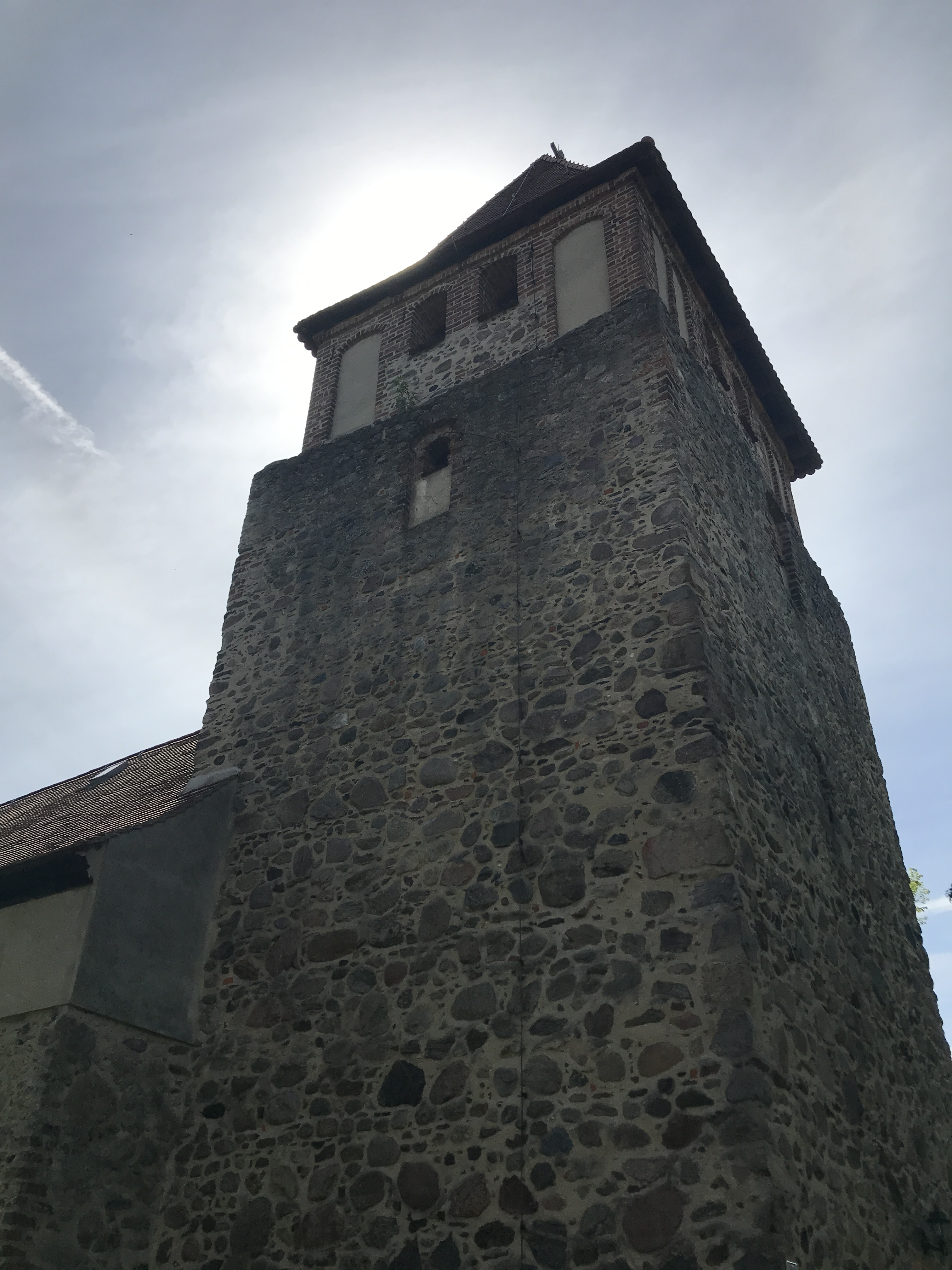
Kirchturm

Das Bauwerk entstand im Wesentlichen aus kleinen Feldstein, die nicht behauen oder lagig geschichtet wurden. Der Chor ist gerade und nicht eingezogen. An der Ostwand sind zwei große korbbogenförmige Fenster, die in rechteckige, verputzte Faschen verbaut wurden. Mittig ist ein zugesetztes, schmales und bis in den Giebel reichendes Rundbogenfenster zu erkennen. Südlich sind deutlich Reste eines ebenfalls zugesetzten Fensters erkennbar. Zusammen mit leichten Bauspuren auf der nördlichen Seite dürfte sich demnach ursprünglich eine Dreifenstergruppe am Chor befunden haben. Im unverputzten Giebel ist mittig eine schmale und hochrechteckige Öffnung.
Das Kirchenschiff hat einen rechteckigen Grundriss. An seiner Nordseite sind drei große, ebenfalls korbbogenförmige Fenster. Deren Faschen gehen in ein verputztes Band über, das einen Übergang zur Dachtraufe herstellt. An der Südseite sind zwei gleichartige Fenster. Mittig ist eine Vorhalle bestehend aus einem rechteckigen Anbau, der durch eine hochrechteckige Pforte von Süden her betreten werden kann. Schiff und Anbau tragen ein schlichtes Satteldach.
Der quadratische Westturm entstand aus großformatigeren, aber ebenfalls unbehauenen Feldsteinen und ist gegenüber dem Schiff leicht eingezogen. Er kann durch ein kleines, gedrückt-segmentbogenförmiges Portal von Westen her betreten werden. Das Gewände wurde in rötlichem Mauerstein ausgeführt. Im unteren Geschoss befinden sich weiterhin keine Öffnungen. An der Westseite ist im mittleren Geschoss eine kleine Öffnung. Darüber ist, wie auch an der Nord- und Südseite eine gedrückt-segmentbogenförmige Blende mit einer kleinen Öffnung. Oberhalb ist das Glockengeschoss. Es wurde aus rötlichen Mauersteinen errichtet und reichlich verziert. An den Außenseiten sind gemauerte Blenden, dazwischen je zwei kleinere Klangarkaden mit je einer weiteren, darunter angeordneten Blende. Der Turm schließt mit einem quergestellten Walmdach mit Kreuz ab.
Westlich des Bauwerks erinnert ein Denkmal an die Gefallenen der Weltkriege.

## Ausstattung
Der Kanzelaltar stammt aus dem Anfang des 18. Jahrhunderts. Seine Ädikula-Form wurde 1969 erneuert und später überarbeitet. In der Predella ist zwischen zwei Säulen das Abendmahl Jesu in einem ovalen Gemälde zu sehen. Darauf folgt der dreiseitige Kanzelkorb zwischen vergoldeten Weinlaubsäulen. Seitlich sind Engel mit Posaunen angebracht, oberhalb ein Schalldeckel mit einer Bügelkrone, die Christus als Auferstandenen zeigt.
Die Hufeisenempore stammt aus den Jahren 1717 und 1821 und ist nach Osten erweitert. Dort ist sie mit dem Altar verbunden. Sie steht auf tauförmig gedrehten Stützen, die älteren Datums sind sowie eckigen Säulen. Die Brüstungen im Osten könnten aus einem Blattwerk eines Patronatsstuhls stammen, die an dieser Stelle wiederverwertet wurden. Unterhalb ist ein Pfarrstuhl aus dem Anfang des 18. Jahrhunderts, der mit Akanthus verziert wurde. Ein Kruzifix stammt aus der ersten Hälfte des 18. Jahrhunderts.
Das Bauwerk trägt im Innern eine flache Tonnendecke. Vor der Ostwand erinnert ein Grabstein im Stil des Rokoko an den 1759 verstorbenen Joseph Christoph Schmidt.

## Orgel
Die Orgel, die auf der Empore steht, wurde von der Firma Sauer im Jahr 1933 als Opus 1485 errichtet. Die Trakturen sind pneumatisch, die Windladen als Kegelladen ausgeführt. Sie verfügt über zwei Manuale und ein Pedal und ist wie folgt dispositioniert:
| I Manual C–g3 |            |    |
| 1.            | Gedackt    | 8′ |
| 2.            | Prinzipal  | 4′ |
| 3.            | Mixtur III |    |

| II Manual C–g3 |            |    |
| 4.             | Dulciana   | 8′ |
| 5.             | Blockflöte | 4′ |
| 6.             | Gemshorn   | 2′ |
| 7.             | Regal      | 8′ |

| Pedal C–d1 |                           |     |
| 8.         | Subbass                   | 16′ |
| 9.         | Blockflöte (aus II. Man.) | 4′  |
| 10.        | Nachthorn (aus II. Man.)  | 2′  |
| 11.        | Regal (aus II. Man.)      | 8′  |

- Koppeln:
  - Normalkoppeln: I/II, I/P, II/P,
  - Superoktavkoppeln: I/II
  - Suboktavkoppeln: I/II
- Spielhilfen: Feste Kombination (Tutti)